# Turistická značená trasa 5649
 Turistická značená trasa č. 5649 měří 3,4 km; spojuje obec Podhradie s ruinami Sučanského hradu v pohoří Velká Fatra na Slovensku.

## Průběh trasy
Z obce Podhradie stoupá značka ke studánce studnička Vápenica, stoupáním pak pokračuje až k ruinám Sučanského hradu. Jedná se o krátkou odbočnou a slepou trasu.
| Km  | Místo              | Navazující a křižující trasy | Souřadnice                      | Nadm. výška |
| --- | ------------------ | ---------------------------- | ------------------------------- | ----------- |
| 0   | Podhradie          | 0871                         | 49°5′6″ s. š., 19°3′23″ v. d.   | 480 m n. m. |
| 2,1 | studnička Vápenica |                              | 49°4′10″ s. š., 19°3′57″ v. d.  | 710 m n. m. |
| 3,4 | Sučanský hrad      |                              | 48°55′3″ s. š., 18°58′22″ v. d. | 890 m n. m. |

## Galerie

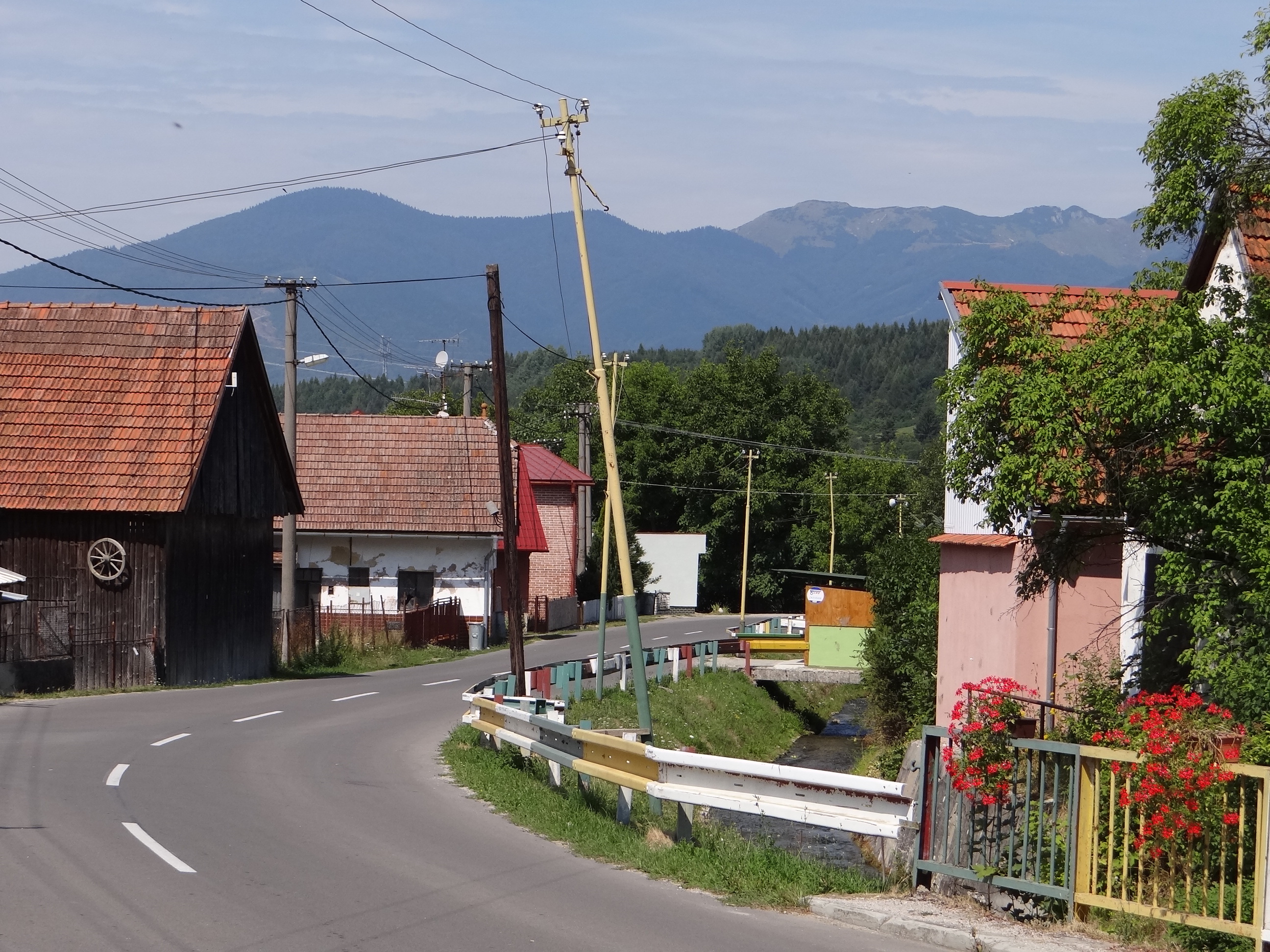
Podhradie
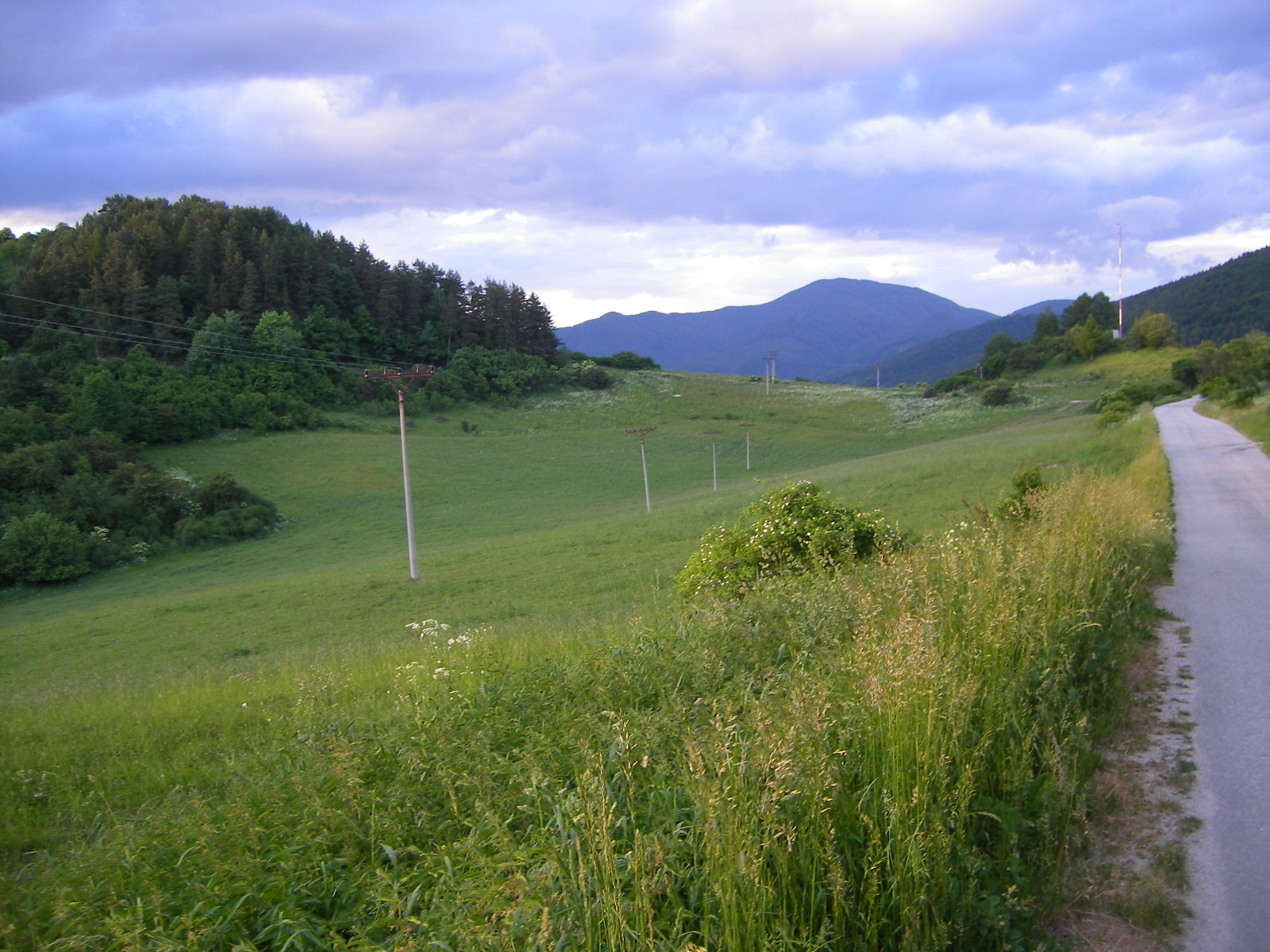
Cesta z Podhradie